# Kettler
Kettler,  Heinz Kettler GmbH & Co. KG, är en tillverkare av fritidsmöbler, träningsutrustning och cyklar m.m. Kettlers huvudkontor ligger i Ense i Nordrhein-Westfalen. Fyra andra anläggningar finns i Werl. I Kamen finns två anläggningar. Företaget grundades 1949 av Heinz Kettler. Företaget är känt för sina cyklar i aluminium (Kettler-Alu-Rad) och Kettcar.